# Pinciacum
 (décembre 2022).
Si vous disposez d'ouvrages ou d'articles de référence ou si vous connaissez des sites web de qualité traitant du thème abordé ici, merci de compléter l'article en donnant les références utiles à sa vérifiabilité et en les liant à la section « Notes et références ».
Pinciacum est l'ancien nom latinisé de la commune française de Poissy, qui devint la cité principale du Pagus pinciacensis, unité territoriale carolingienne créée par Pépin le Bref autour de cette ville.
Son territoire comprenait la rive sud de la Seine ainsi que l'île du Fort de Meulan et faisait partie du vaste territoire gaulois des Carnutes (dont la ville de Chartres a gardé le nom).
Le nom évolua, au fil du temps, en Pisciacum puis Poissiacum pour finir par être francisé en Poissy.
Le nom des habitants de Poissy a gardé la trace de ces appellations, ce sont des Pisciacais.

Le nom de la région évolua pour devenir, en français, le « Pincerais » (Pagus pinciacensis).
Elle jouxtait, en sa frontière nord, l'unité territoriale du Pagus Veliocassinus, qui devint le Vexin et dont Meulan faisait partie.